# Bob Bennett
Robert Foster "Bob" Bennett mais conhecido como Bob Bennett (Salt Lake City, 18 de setembro de 1933 – Condado de Arlington, 4 de maio de 2016) foi um político norte-americano com base eleitoral no Utah, sendo senador de Utah entre 1993 a 2011 e membro do Partido Republicano.

## Biografia
Robert Foster Bennett nasceu em Salt Lake City, no Utah, no dia 18 de setembro de 1933, era filho de Frances Marion e do senador Wallace Foster Bennett  e neto do Presidente da Igreja de Jesus Cristo dos Santos dos Últimos Dias, Heber J. Grant.
Em 1962, Bennett casou Joyce McKay, neta de David O. McKay, o nono presidente da Igreja SUD. Juntos o casal teve seis filhos: Julie, Robert, James, Wendy, Heather e Heidi.
Em 1974, Bennett trabalhou com relações públicas, sendo diretor do bilionário grupo Howard Hughes, trabalhando nes grupo até 1978 quando se tornou o presidente da Osmond Comunicações. 
Em 1979, entrou no negócio de computadores, primeiro como presidente da American Corporation, e depois como presidente da Corporação Microsonics, cargo qual ocupou entre 1981 a 1984. 
Em 1984, Bennett foi nomeado CEO da Franklin Quest.

## Carreira Política

### Senador dos Estados Unidos
Em 1992, Bennett foi eleito senador pelo Utah, tomou posse em 3 de janeiro de 1995, durante seu primeiro mandato no senado atuou em assuntos sobre: defesa, energia e desenvolvimento, transporte, habitação, desenvolvimento urbano, entre outros.
Em 2004, foi reeleito com 69% dos votos.
Em 2010, concorreu sem sucesso a reeleição, sendo derrotado na convenção republicana em 8 de maio de 2010, deixou o cargo em 3 de janeiro de 2011